# 조암중학교
조암중학교(租岩中學校)는 대한민국 대구광역시 달서구 월성동에 있는 공립 중학교이다.

## 학교 연혁
- 2015년 11월 5일 : 조암중학교 설립 인가
- 2016년 3월 1일 : 초대 윤재권 교장 취임
- 2016년 3월 2일 : 제1회 입학식(10학급 310명)
- 2019년 2월 1일 : 제1회 졸업식
- 2020년 3월 1일 : 제2대 김영미 교장 취임
- 2020년 3월 2일 : 리듬체조 교기 선정
- 2022년 2월 10일 : 제4회 졸업식(10학급 323명)
- 2022년 3월 2일 : 제7회 입학식(12학급 372명)

## 참고 자료
- 조암중학교 - 한국교육학술정보원 학교알리미